# Chiesa di Santa Maria in Piazza (Fondi)
La chiesa di Santa Maria in Piazza è un importante luogo di culto cattolico di Fondi, in provincia di Latina.

## Storia
La chiesa di Santa Maria Assunta (o "in Piazza") venne fatta costruire da Onorato II Caetani d'Aragona, conte di Fondi, su una chiesa preesistente attestata fin dal 1126.
I lavori di rifacimento iniziarono nel 1487 e l'epigrafe sita alla sinistra dell'ingresso principale c'informa che la costruzione della chiesa era conclusa nel 1490, e difatti entro la fine di quell'anno risulta completato anche il soffitto a cassettoni nella navata centrale e nel transetto, opera di mastro Giacomo Pignetore di Napoli. In realtà i lavori di rifinitura architettonica e di installazione degli arredi continuarono negli anni successivi: il bassorilievo in marmo del tabernacolo è datato 1491. Nello stesso anno era ancora in preparazione il quadro commissionato dal conte Onorato per l'altar maggiore al pittore Cristoforo Scacco, che probabilmente raffigurava la Morte e Assunzione della Vergine.
Anche se la chiesa era agibile già nel 1491, venne consacrata dal vescovo Nicola Pellegrino solamente il 30 aprile del 1508 in seguito alla morte del conte Onorato II (25 aprile 1491) e ai problemi del suo nipote e erede Onorato III Caetani d'Aragona, che nel 1497 perse definitivamente la contea di Fondi, assegnata a Prospero Colonna.
La chiesa ha subito danni rilevanti dai i bombardamenti che hanno colpito la città durante la Seconda guerra mondiale.

## Descrizione

### Esterno
La chiesa è preceduta da un sagrato al quale si accede tramite una scalinata  composta di nove gradini in basalto, che lo porta ad essere a due metri d'altezza rispetto alla strada.
La facciata, a salienti, è in stile rinascimentale, con paramento murario in blocchi di pietra. Il rosone, invece, è in piperino così come la strombatura dei due finestroni laterali. Sono in marmo i tre portali, ognuno dei quali corrisponde ad una navata interna. L'architrave del portale maggiore, attribuito a Tommaso Malvito, è decorato con un bassorilievo raffigurante cinque cherubini con le alette; altri bassorilievi sono presenti sugli stipiti, che recano gli stemmi dei Caetani d'Aragona. Il portale è sormontato da una lunetta a tutto sesto con le statue della Madonna in trono col Bambino, al centro, fiancheggiata da Santa Caterina martire d'Alessandria, a destra, e dal conte Onorato II in zimarra comitale nel solito atteggiamento di preghiera, a sinistra.
Alla sinistra della facciata della chiesa, si trova il campanile, con copertura a cuspide piramidale, con una finestra per piano nella facciata sulla piazza: la prima è una monofora romanica, le altre due sono bifore ogivali con colonnine tortili.

### Interno

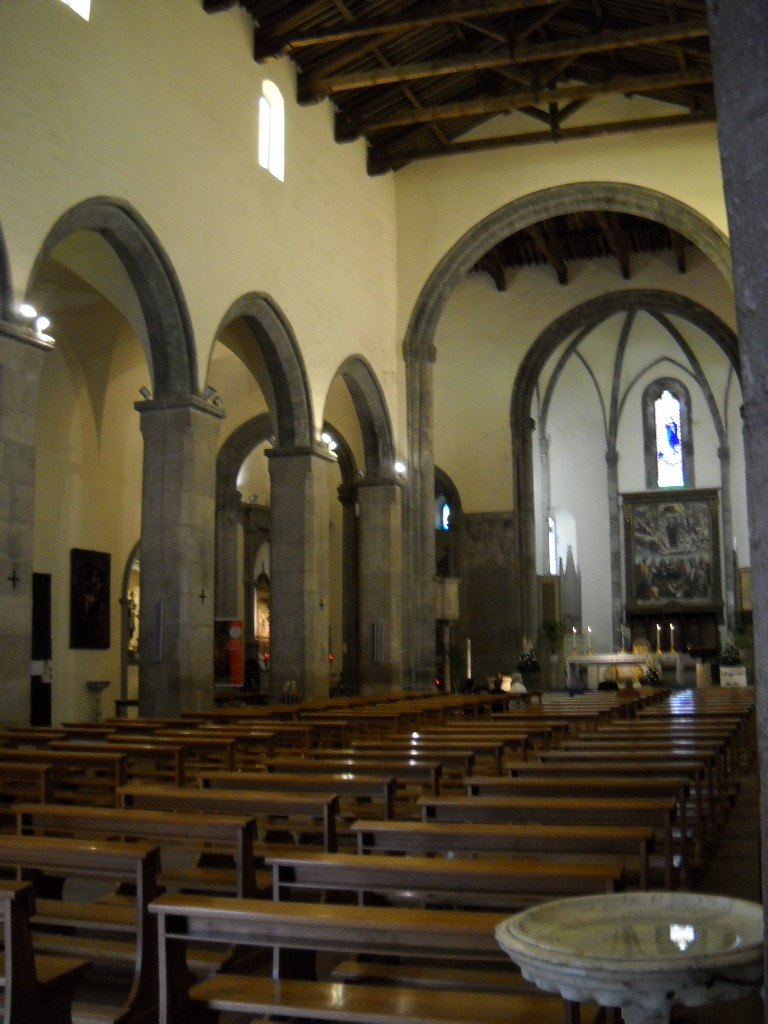
Interno

L'interno della chiesa di Santa Maria in Piazza è a croce latina, con tre navate separate da archi a sesto acuto in piperino poggianti su pilastri, il transetto e un'abside in fondo a ciascuna delle navate; la copertura della navata centrale e del transetto è a capriate; le navate laterali sono coperte da volte a crociera ogivali.
Al termine della navata centrale sorgono sono due pregevoli pulpiti marmorei gemelli poggianti su colonne e con le balaustre scolpite a bassorilievo; i due manufatti sono attribuiti all'officina di Tommaso Malvito, operante a Napoli nel XV secolo.
A ridosso delle pareti fondali del transetto, si trovano due cappelle in piperino: quella a sinistra, databile alla fine del Cinquecento, conserva il tabernacolo del 1491 in marmo policromo (bottega di Tommaso Malvito) commissionato dal conte Onorato II Caetani. Nella cappella di destra, fatta costruire nel 1613 dalla nobildonna napoletana Beatrice Ottinelli, si trova l'altare dedicato alla Vergine Assunta su cui è posta la nicchia con la statua lignea policroma della "Madonna del Cielo tra due angeli" realizzata nel 1611 dallo scultore napoletano Aniello Stellato per incarico del Comune di Fondi.
Nell'abside si conserva la grande pala d'altare, Morte e Assunzione della Vergine (1534), attribuita all'officina di Giovanni Filippo Criscuolo; sono ora collocati in una navata gli stalli superstiti del coro ligneo quattrocentesco, opera di maestranze tedesche operanti a Napoli.
L'altare della prima cappella nella navata sinistra, eretta dal nobile fondano Albino Saratti e dedicata allo Spirito Santo, è ornato dal polittico della Trinità tra i santi Giacomo e Giovanni, datato 1569, opera del pittore Gabriele da Feltre.
La chiesa ospita anche i quadri d'ispirazione raffaellesca della Trasfigurazione e della Disputa del Sacramento, nonché due opere di Giovanni da Gaeta: una Pietà e il trittico della Natività di Gesù. Vi è anche una tela raffigurante la Madonna del Rosario, opera di Sebastiano Conca; dello stesso autore anche un quadro raffigurante la Vergine con il Bambino tra angeli. Si ammira inoltre una tavola, replica autentica di Giulio Romano, con la Madonna con il Bambino tra Angeli e Santi. Di minore importanza sono i quadri, di ignoti autori: Battesimo di Gesù; San Leonardo, san Lorenzo e santo Stefano; Gesù crocifisso con le anime del Purgatorio.

### Organo a canne
Nell'abside centrale della chiesa, in due corpi contrapposti ai lati dell'altare maggiore, si trova l'organo a canne Mascioni opus 785, costruito tra il 1958 e il 1959. Lo strumento, a trasmissione elettrica, ha due tastiere di 61 note ciascuna ed una pedaliera concavo-radiale di 32.